# Tuve kyrka
Tuve kyrka är en kyrkobyggnad som sedan 2010 tillhör Tuve-Säve församling (tidigare Tuve församling) i Göteborgs stift. Den ligger i Tuve i Göteborgs kommun. Kyrkan är en av stiftets populäraste bröllopskyrkor..

## Kyrkobyggnaden
Kyrkan är uppförd av gråsten i romansk stil och består av rektangulärt långhus med ett smalare rakt avslutat kor i öster och ett smalare vapenhus i väster. Vid korets norra sida finns en sakristia och vid dess södra ett pannrum. De äldsta delarna är långhuset och koret, som anses härstamma från 1100-talet.
Någon gång efter år 1700 revs triumfbågen, strävpelare uppfördes på ömse sidor om långhuset och man slog ett trävalv. Först 1745 tillkom vapenhuset i väster och så sent som 1953 byggdes sakristian i norr. Interiören är präglad av 1700-talets stilideal.

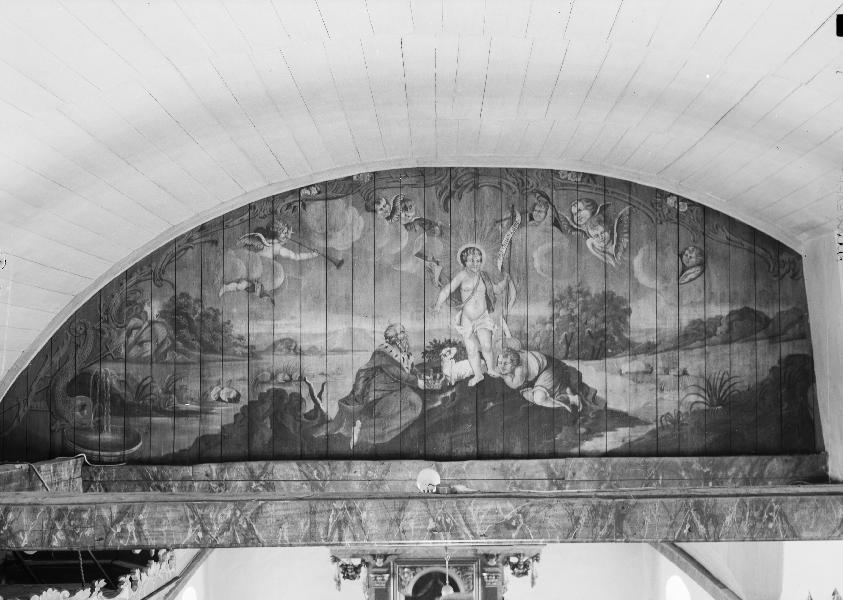
Takmålning.

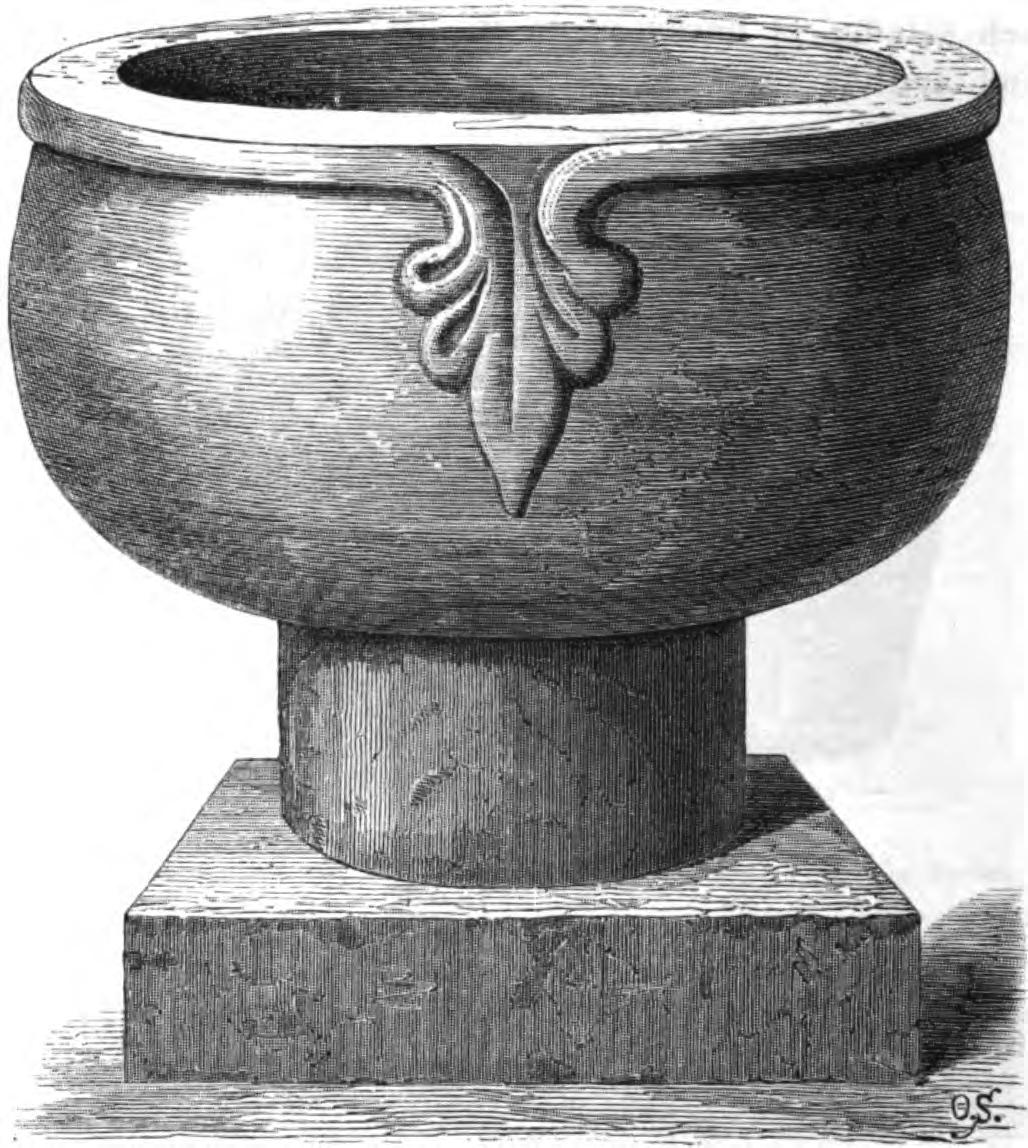
Dopfunt.

## Dekorationsmålningar
Taket målades troligen under andra halvan av 1700-talet av en okänd konstnär i rokokostil. Läktarbröstningens bemålning är från samma tid och har profana motiv: urnor och kartuscher av marmor dekorerade med rosor. Takmålningarna, liksom predikstolen och läktarbröstningen, restaurerades och kompletterades 1923 av konstnären Albert Eldh. Dennes övermålningar togs åter delvis bort vid en ny restaurering 1959.

## Inventarier
- Dopfuntens cuppa av amfibolit är gjord på 1100-talet och kyrkans äldsta inventarium. En åttkantig dopskål av driven och ciselerad mässing tillkom på 1600-talet. Dopkannan är från 1967.
- Altaruppsatsen är från 1700-talet och har en målning som föreställer den heliga nattvarden.
- Predikstolen är från 1600-talet. Dess målningar med Petrus och evangelisterna är från tidiga 1700-talet. På korgen finns ett äldre timglas med fyra behållare.
- Ett votivskepp är från 1801.
- I vapenhuset finns en järnbeslagen fattigstock från 1700-talet.

### Orgel
Orgelfasaden, som härstammar från 1898 års orgel, är ritad av Ragnar Östberg. Verket är mekaniskt och tillverkat 1995 av A. Magnusson Orgelbyggeri AB. Det har sjutton stämmor fördelade på två manualer och pedal.

## Omgivning
- Kyrkogården antas vara jämngammal med kyrkan och är omgiven av en kallmurad stenmur. Entréer försedda med järngrindar finns i väster och norr. Tidigare stigluckor har rivits.
- Sydväst om kyrkan står klockstapeln som är en åttakantig konformad byggnad. Stapeln fick sin nuvarande utformning 1832, då den inkläddes med brädor. Konstruktionsvirket tyder på att den är betydligt äldre. I klockstapeln hänger en klocka från 1770.
- Sydöst om kyrkans kor på den nyaste delen av kyrkogården finns ett bårhus.
- Sydväst om kyrkan finns en vänthall som innehåller samlingsrum och toalett.

## Kyrkogården
Tuve kyrkogård är troligen från 1200-talet, men finns dokumenterad först 1871. Den utvidgades 1934 och 1976. Kyrkogården omfattar 1,4 hektar och har 788 gravar.